# شين كاميرون
شين كاميرون (بالإنجليزية: Shane Cameron) مواليد 17 أكتوبر 1977 في نيوزيلندا، هو ملاكم نيوزلندي يصنف ضمن فئة الوزن الثقيل. حقق بطولة منظمة الملاكمة العالمية. فاز بالميدالية البرونزية في دورة ألعاب الكومنولث 2002.

## إحصائيات
خاض خلال مسيرته 34 نزالا، فاز في 29 وخسر في 5. فاز بالضربة القاضية في 22 نزالا.

## الميداليات
| الميدالية | المسابقة                  |
| --------- | ------------------------- |
| برونزية   | دورة ألعاب الكومنولث 2002 |

## روابط خارجية
- شين كاميرون على موقع بوكس ريك (الإنجليزية) (registration required)
- شين كاميرون على موقع اتحاد ألعاب الكومنولث (مؤرشف) (الإنجليزية)